# Music Row II
Music Row II är ett studioalbum av Jill Johnson, utgivet den 25 oktober 2009.. Det spelades in i Nashville och är ett coveralbum, precis som hennes album "Music Row" från 2007.

## Låtlista
|    | Titel                    | Kompositör/låtskrivare     | Längd | Var populär med   | Anm.                  |
| -- | ------------------------ | -------------------------- | ----- | ----------------- | --------------------- |
| 1  | Love Is a Rose           | Neil Young                 | 2:41  | Linda Ronstadt    |                       |
| 2  | Thing Called Love        | John Hiatt                 | 3:50  | Bonnie Raitt      | Duett med Björn Skifs |
| 3  | It's a Heartache         | Ronnie Scott/Steve Wolfe   | 3:57  | Bonnie Tyler      |                       |
| 4  | What Good I Am           | Bob Dylan                  | 4:45  | Bob Dylan         |                       |
| 5  | Lost Without Your Love   | David Gates                | 4:04  | Bread             |                       |
| 6  | No Surrender             | Bruce Springsteen          | 4:03  | Bruce Springsteen |                       |
| 7  | Here You Come Again      | Barry Mann/Cynthia Weil    | 3:05  | Dolly Parton      |                       |
| 8  | Too Far Gone             | Billy Sherrill             | 3:59  | Emmylou Harris    | Duett med Titiyo      |
| 9  | Love Me Like a Man       | Chris Smither/Bonnie Raitt | 4:49  | Bonnie Raitt      |                       |
| 10 | Two Doors Down           | Dolly Parton               | 3:32  | Dolly Parton      |                       |
| 11 | Together Again           | Buck Owens                 | 4:06  | Emmylou Harris    |                       |
| 12 | I Can't Make You Love Me | Mike Reid/Allen Shamblin   | 5:13  | Bonnie Raitt      |                       |

## Medverkande
- Jill Johnson - sång
- Mike Brignardello - bas
- Greg Morrow - trummor
- Pat Buchanan - gitarr
- Tony Harrell - piano
- Tom Bukovac - gitarr
- Scott Baggett - producent

## Listplaceringar
| Lista (2009–2010) | Topplacering |
| ----------------- | ------------ |
| Sverige           | 2 .          |

### Fotnoter
1. 1 2  Kritiker.se Läst 7 september 2024.
2. ↑  Listplacering

- Information i Svensk mediedatabas.